# کاماتا

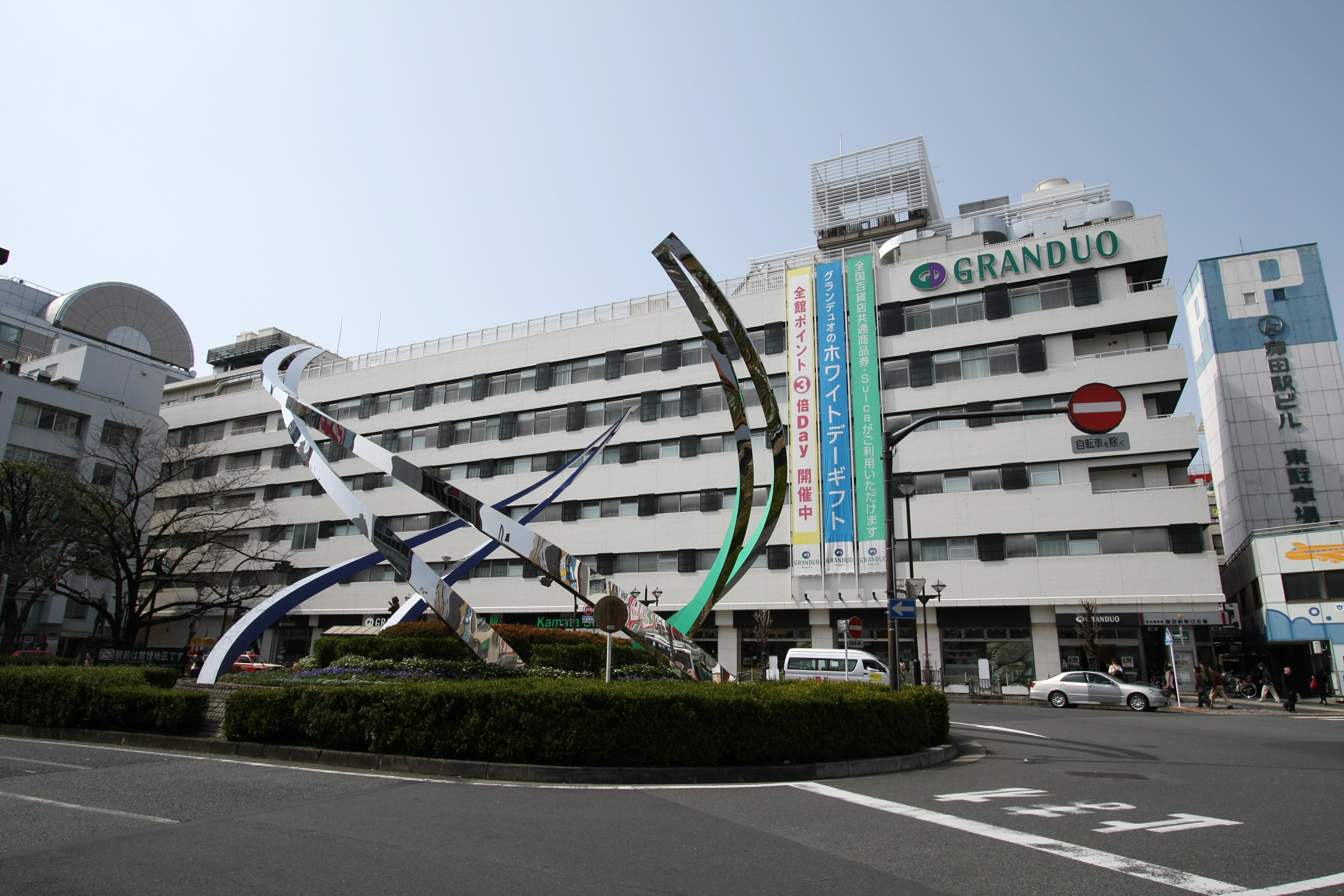
ایستگاه کاماتا

کاماتا (به ژاپنی: (蒲田, Kamata) یکی از محله‌های توکیو پایتخت ژاپن است که در منطقهٔ اوتا واقع شده‌است.

## ایستگاه راه آهن
- جی آر، خط که‌ایهین-توهوکو، ایستگاه کاماتا
- شرکت راه آهن توکیو، خط توکیو ایکه‌بوکورو
- شرکت راه آهن توکیو، خط توکیو تاماگاوا